# Lwówek
Lwówek è un comune urbano-rurale polacco del distretto di Nowy Tomyśl, nel voivodato della Grande Polonia.
Ricopre una superficie di 183,5 km² e nel 2004 contava 9 136 abitanti.